# 肿足蕨科
肿足蕨科（学名：Hypodematiaceae）为水龙骨目的一个科。

## 下级分类
本科包括以下属：
- 肿足蕨属 Hypodematium Kunze
- 大膜盖蕨属 Leucostegia C.Presl, 1836